# Château de Vernode
Le château de Vernode est un ancien château-fort situé sur la commune de Tocane-Saint-Apre, dans le département français de la Dordogne, en région Nouvelle-Aquitaine.  
Le château semble dater du IXe siècle ou du Xe siècle - bien que deux des tours du bâtiment puissent avoir une origine encore plus ancienne et remonter à l'Antiquité. En effet, de nombreux artefacts de l'époque romaine ont été retrouvés autour du bâtiment : débris de poteries, "aurei romains" (pièces romaines en or) représentant l'empereur Auguste, ainsi que des briques. Précisions que la commune de Tocane-Saint-Apre était jadis un important site gallo-romain. Des objets de l'époque gauloise ont également été exhumées de la terre entourant le château (comme des dards, des haches et des flèches en silex).  
Au XIIe siècle, il est fait mention de Vernode dans le cartulaire de l'abbaye Notre-Dame de Chancelade.  
Les restes du donjon sont classés au titre des Monuments historiques par arrêté du 12 juillet 1886. 

## Architecture
À l'origine, il s'agissait d'une ancienne motte féodale située sur un promontoire abrupt; elle dominait la rivière de la Dronne.  
D'après l'architecte Léo Drouyn, qui a visité Vernode en 1847, le bâtiment consistait jadis en un quadrilatère allongé, rétréci au Nord, et flanqué de quatre tours aux angles. Les deux tours du Sud étaient "carrées et romanes avec [des] contreforts plats aux angles." L'une d'elles était vraisemblablement le donjon, et présentait une curieuse voûte "en coupole byzantine" (ou "coupole sur pendentifs") semblable, d'après Léo Drouyn, "à celle de Saint-Front". Cette tour servait possiblement de cul-de-basse-fosse. Une porte se situait au niveau du premier étage. Ce donjon paraît être le "jumeau" du donjon du château d'Excideuil.   
Les ruines du château de Vernode ne comportent plus, de nos jours, que deux des quatre tours qui étaient toujours visibles en 1854. Ces deux tours sont éloignées de 16 mètres l'une de l'autre et mesurent 8 mètres de côté. Ce qui semblait être le donjon est encore debout. En 1727, l'archéologie amateur Henry Jourdain de La Fayardie déclare l'état de ruine des deux tours aujourd'hui disparues. Toutefois, trois de ces tours sont clairement présentes sur le cadastre napoléonien de 1809. À cette époque, le hameau s'appelait d'ailleurs Aux Tours de Node.  
Une enceinte, dont il subsistait encore des traces à la fin du XXe siècle, entourait le château. 
L'existence d'un vaste souterrain voûté d'1,30 m à 1,60 m de large est signalée par le magistrat et archéologue amateur Henry Jourdain de La Fayardie, au XVIIIe siècle. Celui-ci reliait les tours entre elles. 
Tout près du château se trouvait l'église lui appartenant, ainsi que sa petite paroisse. L'église ("Capella municipii nomine Vernode") fut offerte au Chapitre de Saint-Astier en 1122. La paroisse paraît avoir cessé d'exister en 1323. Il ne restait plus aucune trace de cette église à la fin du XIXe siècle.

## Historique
Vernode est la possession successive des familles de Vernode, de Malayolles, de Raymond, de Cassaignol, de Fayolle, de Chantemerle, de La Bonne, Chiniac de La Fayardie, Pasquy-Ducluzeau, Vergnaud et enfin Rouchaud-Tamisier.  
Au XIIe siècle, le château est gardé par des militaires. Leurs noms sont parvenus jusqu'à nous : Elia Pierre, Étienne Arnaud, Raymond Seguin et Seguin de Vernode. À cette époque, la châtellenie de Vernode s'étend sur les communes de Saint-Pardoux-de-Drône, Sainte-Marie-de-Perdus et Douchapt.
En 1272, Grimoard de Vernode possède le château. Celui-ci est suffisamment connu pour que le village de Saint-Pardoux-de-Drône, situé à 10 kilomètres, soit décrit comme "Saint-Pardoux près de Vernode". La châtellenie de Vernode passe ensuite entre les mains d'Étienne de Malayolles, qui le conserve jusqu'en 1312 - année où il lègue son domaine à ses cinq fils. 
En 1316, Hélie de Raymond, devient propriétaire du domaine. Celui-ci passe à Géraud de Cassaignol, damoiseau puis chevalier de Vernode, avant 1323. Sa fille, Richarde de Cassaignol, fait entrer la seigneurie dans la famille de son époux, le chevalier Hélie de Fayolle, vers 1340. À cette époque, Vernode apparaît sous le nom de "Vernodium".  
Dès la seconde moitié du XIVe siècle, la châtellenie de Vernode perd sa puissance et son influence. Le domaine échoit à cette époque à Jean Ier de Fayolle (1367-1411) et à son épouse Yolande.   
Le XVe siècle voit entrer Vernode dans la Guerre de Cent ans, qui débute en Aquitaine en 1345. En 1436, le maire de Périgueux ordonne le démantèlement préventif de la châtellenie de Vernode, car il craint que les troupes Anglaises s'en saisissent. En 1438, le château est pris d'assaut, et occupé durant plusieurs mois. La "délivrance de Vernode" est le sujet principal de plusieurs lettres adressées par Jehan de Brosse, comte de Penthièvre et du Périgord, au baron Arnaud II de Bourdeilles (mort en 1473), seigneur de Bourdeilles et sénéchal du Périgord. Le 4 avril, Jehan de Brosse informe Arnaud de Bourdeilles que "les arbalétriers [...] sont tous prêts" à attaquer pour reprendre possession des lieux. Au mois de juillet, Jehan remercie Arnaud pour les efforts qu'il fait pour délivrer le château ; il lui recommande la prudence.   
En 1455, le château est entre les mains d'Arnaud Ier de Fayolle (dit "Le Vieux"), le fils de Jean Ier de Fayolle.   
Le 9 janvier 1506, Vernode est transmis au fils d'Arnaud Ier de Fayolle, "l'homme d'armes" Hélie de Fayolle. Peu après, Hélie délaisse les champs de bataille pour entrer en religion.
Le 29 septembre 1583, le château devient la propriété de la famille de Chantemerle, grâce au mariage de Judith de Fayolle avec Auger de Chantemerle. 
Au XVIIe siècle, les seigneurs de Vernode doivent rendre hommage à l'évêque de Périgueux pour le château, mais également pour "les sens, rentes et domaines et dépendances situés à Saint-Astier, Douchapt, Saint-Apre, Tocane, Saint-Méard-de-Drône." La famille de Chantemerle détient toujours le domaine, mais elle réside dans la maison noble - qui porte l'appellation de "repaire noble de Vernode". Tandis que la famille de Fayolle garde la mainmise sur les tours du château et le donjon.
En 1725, Hector de Chantemerle vend la totalité du domaine de Vernode à Jean de La Bonne (décédé en 1744), sieur de La Roche. C'est à cette époque que l'état du château de Vernode se dégrade sérieusement : en 1727, l'archéologue amateur Henry Jourdain de La Fayardie déclare l'état de ruine des deux tours aujourd'hui disparues. En 1797, le domaine est vendu au Verteillacois Pierre Pasquy-Ducluzeau. 
En 1831, Vernode est acheté par Jean-Cyprien Vergnaud, qui l'échangera avec les Rouchaud-Tamisier. Ces derniers le cèderont au XXIe siècle à la commune de Tocane-Saint-Apre.  